# Reixetino
Reixetino - Решетино (rus) és un poble de l'óblast de Penza. Rússia. El 2010 tenia 1.181 habitants.